# 雲南夢ネット
雲南夢ネット（うんなんゆめネット）は、雲南市・飯南町事務組合（CATV事業部）が運営し、雲南市・飯石郡飯南町をエリアとするケーブルテレビ局である。

## 所在地
全て島根県。
- うんなんエリア
  - 木次局（旧：KKMテレビ雲南） - 雲南市木次町里方1335番地3
  - 大東局（旧：DAiTOよいとこネット） - 雲南市大東町飯田41番地12
  - 掛合局（旧：いいし夢ネット掛合局） - 雲南市掛合町掛合1261番地3

- いいなんエリア
  - 飯南局（旧：いいし夢ネット赤来局） - 飯石郡飯南町下赤名880番地

## サービスエリア
全て島根県。
- うんなんエリア 
  - 木次局（旧：KKMテレビ雲南） - 雲南市加茂町・木次町・三刀屋町
  - 大東局（旧：DAiTOよいとこネット） - 雲南市大東町
  - 掛合局（旧：いいし夢ネット掛合局） - 雲南市掛合町・吉田町

- いいなんエリア
  - 飯南局（旧：いいし夢ネット赤来局） - 飯石郡飯南町

## 歴史
- 1994年（平成6年）  - 掛合町が運営する掛合町有線テレビ放送（かけやちょうゆうせんテレビほうそう・愛称：かけやコミュニケーションテレビ、略称：KCTV）が開局。
- 1999年（平成11年）
  - 4月1日  - 加茂町・木次町・三刀屋町が運営する加茂町・木次町・三刀屋町ケーブルテレビ組合（かもちょう・きつぎまち・みとやちょうケーブルテレビくみあい、愛称：KKMテレビ雲南）が開局。
  - 8月1日  - 赤来町が運営するコミュニティネットあかぎ（略称：CNA）が開局。
- 2002年（平成14年）
  - 4月1日  - 大東町が運営する大東町民ケーブル（だいとうちょうみんケーブル、愛称：DAiTOよいとこネット）が試験放送を開始。
  - 6月1日  - 大東町民ケーブル（DAiTOよいとこネット）が正式に開局。
- 2003年（平成15年）
  - 4月1日  - 掛合町有線テレビ放送・コミュニティネットあかぎが合併し、いいし夢ネット（いいしゆめネット）となる。同時に頓原町・吉田村で試験放送を開始。飯石郡町村事務組合ケーブルテレビ事業部が運営。
  - 6月1日  - いいし夢ネットが頓原町・吉田村で本放送を開始。
- 2004年（平成16年）11月1日  - 大東町・加茂町・木次町・三刀屋町・掛合町・吉田村が新設（対等）合併し、雲南市となったことに伴い、DAiTOよいとこネット・KKMテレビ雲南・いいし夢ネットが合併し、雲南夢ネットとなる。雲南市・頓原町・赤来町事務組合ケーブルテレビ事業部が運営。
- 2005年（平成17年）1月1日  - 頓原町・赤来町が新設（対等）合併して飯南町となったことに伴い、運営組合名を雲南市・飯南町事務組合に改称。
- 2006年（平成18年）10月1日  - 地上デジタル放送の本放送開始（広島ホームテレビを除く）。
- 2007年（平成19年）
  - 3月1日  - BSデジタル・CSデジタルの試験放送開始。
  - 4月1日  - BSデジタル・CSデジタルの本放送開始。
- 2010年（平成22年）
  - 3月18日  - 地上デジタル放送にて自主放送チャンネルの試験放送開始。
  - 4月1日  - 地上デジタル放送にて自主放送番組の放送開始。
  - 9月1日  - 地上デジタル放送にて広島ホームテレビの再送信開始。

## 主な放送チャンネル

### 地上波系列別再放送局
| NHK-G   | NHK-E   | NNN/NNS      | ANN              | JNN       | TXN | FNN/FNS            | JAITS |
| ------- | ------- | ------------ | ---------------- | --------- | --- | ------------------ | ----- |
| NHK松江 | NHK松江 | 日本海テレビ | 広島ホームテレビ | BSSテレビ |     | さんいん中央テレビ |       |

### テレビ局
セットトップボックスには放送切り替え機能がついており、以下の3種類から選択する方式を採用している。
- 地上デジタル放送
- BSデジタル放送
- CSデジタル放送

地上デジタル放送
| デジタル（ID） | 放送局                                            |
| -------------- | ------------------------------------------------- |
| 011(1)         | 日本海テレビ                                      |
| 021(2)         | NHK松江Eテレ                                      |
| 031(3)         | NHK松江総合                                       |
| 051(5)         | 広島ホームテレビ                                  |
| 061(6)         | BSSテレビ                                         |
| 081(8)         | さんいん中央テレビ                                |
| 111-112(11)    | 雲南夢ネット自主放送 （うんなん・いいなんエリア） |

BSデジタル放送
| BSデジタル（ID） | 放送局                     |
| ---------------- | -------------------------- |
| 101(1)           | NHK BS                     |
| 141(4)           | BS日テレ                   |
| 151(5)           | BS朝日                     |
| 161(6)           | BS-TBS                     |
| 171(7)           | BSテレ東                   |
| 181(8)           | BSフジ                     |
| 191-193(9)       | WOWOW                      |
| 200-201(10)      | BS10・BS10スターチャンネル |
| 211(11)          | BS11イレブン               |
| 222(12)          | BS12トゥエルビ             |
| 231              | 放送大学テレビ             |
| 260              | J:COM BS                   |
| 265              | BSよしもと                 |
| 531              | 放送大学ラジオ             |

CSデジタル放送
| CSデジタル | 放送局                 |
| ---------- | ---------------------- |
| 256        | テレ朝チャンネル2      |
| 266        | 歌謡ポップスチャンネル |
| 276        | キッズステーション     |
| 279        | MONDO TV               |
| 285        | スカイA                |
| 300        | J SPORTS 3             |
| 302        | GAORA SPORTS           |
| 303        | ゴルフネットワーク     |
| 306        | J SPORTS 1             |
| 307        | J SPORTS 2             |
| 309        | 日テレジータス         |
| 310        | 衛星劇場               |
| 320        | 囲碁・将棋チャンネル   |
| 361        | ファミリー劇場         |
| 363        | TBSチャンネル1         |
| 364        | TBSチャンネル2         |
| 388        | グリーンチャンネル     |
| 389        | グリーンチャンネル2    |
| 706        | ザ・シネマ             |
| 707        | 日本映画専門チャンネル |
| 717        | テレ朝チャンネル1      |
| 718        | 時代劇専門チャンネル   |
| 721        | フジテレビTWO          |
| 724        | アニマックス           |
| 739        | フジテレビONE          |
| 745        | 日テレNEWS24           |
| 753        | 釣りビジョン           |

- 地上デジタルテレビジョン放送はパススルー方式のため、地上デジタル対応テレビまたはチューナーであれば視聴可能。
- BS・CSデジタル放送はセットトップボックスがあれば視聴可能。
- 2011年3月31日でアナログCS・BS放送のサービスを終了。
- 2011年7月19日よりデジアナ変換を開始し、2015年3月16日 12:00をもって終了した。

### ラジオ局
| 周波数(MHz) | 周波数(MHz) | 放送局           |
| 雲南市      | 飯南町      | 放送局           |
| ----------- | ----------- | ---------------- |
| 77.4        | 84.8        | V-air            |
| 84.5        | 85.8        | NHK松江FM        |
|             |             | BSSラジオ        |
|             |             | NHK松江ラジオ第1 |

BSSラジオとNHKラジオ第1は112chのデータ放送のみの提供。